# George Nelson (Sänger)
George Nelson (* 1926; † 1959) war ein US-amerikanischer Doo-Wop-Sänger, der in den späten 1940er und frühen 1950er Jahren als Bariton-Stimme der Orioles bekannt wurde.
Nelson gehörte 1947 zu den Gründungsmitgliedern der Vibranaires, die sich später in The Orioles umbenannten. Er sang Ende der 1940er Jahre u. a. Hits wie It's Too Soon to Know, Tell Me So, Forgive and Forget, What Are You Doing New Year's Eve und (It's Gonna Be a) Lonely Christmas. Am 5. November 1950 wurde Nelson bei einem Autounfall lebensgefährlich verletzt, erholte sich jedoch wieder. 1953 verließ er die Band und wurde durch Gregory Carrol ersetzt. Nelson starb 1959 an Asthma.
| Personendaten    | Personendaten                   |
| ---------------- | ------------------------------- |
| NAME             | Nelson, George                  |
| KURZBESCHREIBUNG | US-amerikanischer Doowop-Sänger |
| GEBURTSDATUM     | 1926                            |
| STERBEDATUM      | 1959                            |